# Campeonato Centroamericano y del Caribe de Atletismo
El Campeonato Centroamericano y del Caribe de Atletismo es un evento organizado por la Confederación Centroamericana y del Caribe de Atletismo (CCCA). El primer certamen se organizó en el año 1967 en la ciudad de Jalapa, México, y desde entonces se realiza cada dos años.
De acuerdo a los Estatutos del organismo, el campeonato debe tener una duración de tres a cinco días, mientras que la edad mínima de los atletas participantes es de quince años.

## Ediciones
| N.º   | Año  | Sede                | País                 | Estadio                       | N.º atletas | Fed. nal. |
| ----- | ---- | ------------------- | -------------------- | ----------------------------- | ----------- | --------- |
| I     | 1967 | Xalapa              | México               | Estadio Heriberto Jara        |             |           |
| II    | 1969 | La Habana           | Cuba                 | Estadio Juan Abrantes         |             |           |
| III   | 1971 | Kingston            | Jamaica              | Estadio Nacional              |             |           |
| IV    | 1973 | Maracaibo           | Venezuela            | Estadio «Pachencho» Romero    |             |           |
| V     | 1975 | Ponce               | Puerto Rico          | Estadio Francisco Montaner    |             |           |
| VI    | 1977 | Jalapa              | México               | Estadio Heriberto Jara        |             |           |
| VII   | 1979 | Guadalajara         | México               | Estadio Revolución Mexicana   |             |           |
| VIII  | 1981 | Santo Domingo       | República Dominicana | Estadio Juan Pablo Duarte     |             |           |
| IX    | 1983 | La Habana           | Cuba                 | Estadio Pedro Marrero         |             |           |
| X     | 1985 | Nasáu               | Bahamas              | Estadio Thomas Robinson       |             |           |
| XI    | 1987 | Caracas             | Venezuela            | Estadio Olímpico              |             |           |
| XII   | 1989 | San Juan            | Puerto Rico          | Estadio Sixto Escobar         |             |           |
| XIII  | 1991 | Jalapa              | México               | Estadio Heriberto Jara        |             |           |
| XIV   | 1993 | Cali                | Colombia             | Estadio Pascual Guerrero      |             |           |
| XV    | 1995 | Ciudad de Guatemala | Guatemala            | Estadio La Pedrera            |             |           |
| XVI   | 1997 | San Juan            | Puerto Rico          | Estadio Sixto Escobar         |             |           |
| XVII  | 1999 | Bridgetown          | Barbados             | Barbados National Stadium     |             |           |
| XVIII | 2001 | Ciudad de Guatemala | Guatemala            | Estadio Mateo Flores          |             |           |
| XIX   | 2003 | Saint George        | Granada              | Estadio Nacional de Granada   |             |           |
| XX    | 2005 | Nasáu               | Bahamas              | Estadio Thomas Robinson       |             |           |
| XXI   | 2008 | Cali                | Colombia             | Estadio Pedro Grajales        |             |           |
| XXII  | 2009 | La Habana           | Cuba                 | Estadio Panamericano          |             |           |
| XXIII | 2011 | Mayagüez            | Puerto Rico          | Estadio José Antonio Figueroa |             |           |
| XXIV  | 2013 | Morelia             | México               | Unidad Deportiva Bicentenario |             |           |
| XXV   | 2017 |                     | Colombia             |                               |             |           |